# Take me in (album)
Take me in is het tweede album van de Nederlandse zanger, gitarist en pianist VanVelzen. Take me in bevat 9 liedjes, die aangemerkt kunnen worden als up-tempo.
VanVelzen maakte 13 februari 2009 bekend dat er een tweedelig album zou komen, waar dit het eerste deel van was. Het tweede deel, dat Hear me out zou gaan heten, zou later dat jaar worden uitgebracht. Hierbij zou ook een dvd zitten met de liveregistratie van het optreden in Paradiso.
Het album werd uitgebracht op 15 mei 2009, wat gevierd werd met een feest in de Heerhugowaardse 'Weardse tempel'.
In het vierde kwartaal van 2009 zou VanVelzen tien grote poppodia in Nederland langs gaan.

## Tracklist
| Nr. | Titel                    | Duur |
| --- | ------------------------ | ---- |
| 1.  | Take me in               | 3:50 |
| 2.  | Love Song                | 3:44 |
| 3.  | Follow me / Follow you   | 3:20 |
| 4.  | On my way                | 4:11 |
| 5.  | Right this time          | 4:29 |
| 6.  | Truth of the matter      | 3:30 |
| 7.  | Dream with me            | 3:37 |
| 8.  | Broken tonight           | 3:54 |
| 9.  | Stay a little longer     | 3:37 |
| 10. | When summer ends (Bonus) | 3:34 |

## Hitnoteringen

### NederlandseAlbum Top 100
| Hitnotering: (Week 1 t/m 19) 23-05-2009 t/m 26-09-2009 Hitnotering: (Week 20) 31-10-2009 Hitnotering: (Week 21 t/m 32) 27-11-2010 t/m 12-02-2011 Hitnotering: (Week 33 t/m 35) 26-02-2011 t/m 12-03-2011 | Hitnotering: (Week 1 t/m 19) 23-05-2009 t/m 26-09-2009 Hitnotering: (Week 20) 31-10-2009 Hitnotering: (Week 21 t/m 32) 27-11-2010 t/m 12-02-2011 Hitnotering: (Week 33 t/m 35) 26-02-2011 t/m 12-03-2011 | Hitnotering: (Week 1 t/m 19) 23-05-2009 t/m 26-09-2009 Hitnotering: (Week 20) 31-10-2009 Hitnotering: (Week 21 t/m 32) 27-11-2010 t/m 12-02-2011 Hitnotering: (Week 33 t/m 35) 26-02-2011 t/m 12-03-2011 | Hitnotering: (Week 1 t/m 19) 23-05-2009 t/m 26-09-2009 Hitnotering: (Week 20) 31-10-2009 Hitnotering: (Week 21 t/m 32) 27-11-2010 t/m 12-02-2011 Hitnotering: (Week 33 t/m 35) 26-02-2011 t/m 12-03-2011 | Hitnotering: (Week 1 t/m 19) 23-05-2009 t/m 26-09-2009 Hitnotering: (Week 20) 31-10-2009 Hitnotering: (Week 21 t/m 32) 27-11-2010 t/m 12-02-2011 Hitnotering: (Week 33 t/m 35) 26-02-2011 t/m 12-03-2011 | Hitnotering: (Week 1 t/m 19) 23-05-2009 t/m 26-09-2009 Hitnotering: (Week 20) 31-10-2009 Hitnotering: (Week 21 t/m 32) 27-11-2010 t/m 12-02-2011 Hitnotering: (Week 33 t/m 35) 26-02-2011 t/m 12-03-2011 | Hitnotering: (Week 1 t/m 19) 23-05-2009 t/m 26-09-2009 Hitnotering: (Week 20) 31-10-2009 Hitnotering: (Week 21 t/m 32) 27-11-2010 t/m 12-02-2011 Hitnotering: (Week 33 t/m 35) 26-02-2011 t/m 12-03-2011 | Hitnotering: (Week 1 t/m 19) 23-05-2009 t/m 26-09-2009 Hitnotering: (Week 20) 31-10-2009 Hitnotering: (Week 21 t/m 32) 27-11-2010 t/m 12-02-2011 Hitnotering: (Week 33 t/m 35) 26-02-2011 t/m 12-03-2011 | Hitnotering: (Week 1 t/m 19) 23-05-2009 t/m 26-09-2009 Hitnotering: (Week 20) 31-10-2009 Hitnotering: (Week 21 t/m 32) 27-11-2010 t/m 12-02-2011 Hitnotering: (Week 33 t/m 35) 26-02-2011 t/m 12-03-2011 | Hitnotering: (Week 1 t/m 19) 23-05-2009 t/m 26-09-2009 Hitnotering: (Week 20) 31-10-2009 Hitnotering: (Week 21 t/m 32) 27-11-2010 t/m 12-02-2011 Hitnotering: (Week 33 t/m 35) 26-02-2011 t/m 12-03-2011 | Hitnotering: (Week 1 t/m 19) 23-05-2009 t/m 26-09-2009 Hitnotering: (Week 20) 31-10-2009 Hitnotering: (Week 21 t/m 32) 27-11-2010 t/m 12-02-2011 Hitnotering: (Week 33 t/m 35) 26-02-2011 t/m 12-03-2011 | Hitnotering: (Week 1 t/m 19) 23-05-2009 t/m 26-09-2009 Hitnotering: (Week 20) 31-10-2009 Hitnotering: (Week 21 t/m 32) 27-11-2010 t/m 12-02-2011 Hitnotering: (Week 33 t/m 35) 26-02-2011 t/m 12-03-2011 | Hitnotering: (Week 1 t/m 19) 23-05-2009 t/m 26-09-2009 Hitnotering: (Week 20) 31-10-2009 Hitnotering: (Week 21 t/m 32) 27-11-2010 t/m 12-02-2011 Hitnotering: (Week 33 t/m 35) 26-02-2011 t/m 12-03-2011 | Hitnotering: (Week 1 t/m 19) 23-05-2009 t/m 26-09-2009 Hitnotering: (Week 20) 31-10-2009 Hitnotering: (Week 21 t/m 32) 27-11-2010 t/m 12-02-2011 Hitnotering: (Week 33 t/m 35) 26-02-2011 t/m 12-03-2011 | Hitnotering: (Week 1 t/m 19) 23-05-2009 t/m 26-09-2009 Hitnotering: (Week 20) 31-10-2009 Hitnotering: (Week 21 t/m 32) 27-11-2010 t/m 12-02-2011 Hitnotering: (Week 33 t/m 35) 26-02-2011 t/m 12-03-2011 | Hitnotering: (Week 1 t/m 19) 23-05-2009 t/m 26-09-2009 Hitnotering: (Week 20) 31-10-2009 Hitnotering: (Week 21 t/m 32) 27-11-2010 t/m 12-02-2011 Hitnotering: (Week 33 t/m 35) 26-02-2011 t/m 12-03-2011 | Hitnotering: (Week 1 t/m 19) 23-05-2009 t/m 26-09-2009 Hitnotering: (Week 20) 31-10-2009 Hitnotering: (Week 21 t/m 32) 27-11-2010 t/m 12-02-2011 Hitnotering: (Week 33 t/m 35) 26-02-2011 t/m 12-03-2011 | Hitnotering: (Week 1 t/m 19) 23-05-2009 t/m 26-09-2009 Hitnotering: (Week 20) 31-10-2009 Hitnotering: (Week 21 t/m 32) 27-11-2010 t/m 12-02-2011 Hitnotering: (Week 33 t/m 35) 26-02-2011 t/m 12-03-2011 | Hitnotering: (Week 1 t/m 19) 23-05-2009 t/m 26-09-2009 Hitnotering: (Week 20) 31-10-2009 Hitnotering: (Week 21 t/m 32) 27-11-2010 t/m 12-02-2011 Hitnotering: (Week 33 t/m 35) 26-02-2011 t/m 12-03-2011 | Hitnotering: (Week 1 t/m 19) 23-05-2009 t/m 26-09-2009 Hitnotering: (Week 20) 31-10-2009 Hitnotering: (Week 21 t/m 32) 27-11-2010 t/m 12-02-2011 Hitnotering: (Week 33 t/m 35) 26-02-2011 t/m 12-03-2011 | Hitnotering: (Week 1 t/m 19) 23-05-2009 t/m 26-09-2009 Hitnotering: (Week 20) 31-10-2009 Hitnotering: (Week 21 t/m 32) 27-11-2010 t/m 12-02-2011 Hitnotering: (Week 33 t/m 35) 26-02-2011 t/m 12-03-2011 |
| Week: | 1 | 2 | 3 | 4 | 5 | 6 | 7 | 8 | 9 | 10 | 11 | 12 | 13 | 14 | 15 | 16 | 17 | 18 | 19 | |
| --- | --- | --- | --- | --- | --- | --- | --- | --- | --- | --- | --- | --- | --- | --- | --- | --- | --- | --- | --- | --- |
| Positie: | 8 | 10 | 20 | 19 | 25 | 26 | 26 | 30 | 50 | 48 | 53 | 60 | 36 | 74 | 82 | 72 | 53 | 99 | 77 | uit |
| Week: | 20 | | 21 | 22 | 23 | 24 | 25 | 26 | 27 | 28 | 29 | 30 | 31 | 32 | | 33 | 34 | 35 | | |
| Positie: | 74 | uit | 33 | 42 | 33 | 26 | 28 | 34 | 54 | 45 | 34 | 34 | 44 | 41 | uit | 62 | 64 | 51 | uit | |